# سن-کوم-لینییر، کبک
سن-کوم-لینییر (به فرانسوی: Saint-Côme–Linière) شهری در منطقه شهری بوس-سارتیگان ناحیه شودییر-آپالاش در استان کبک کانادا است. در سرشماری سال ۲۰۱۱ این شهر ۳٬۲۸۴ نفر جمعیت داشته‌است و مساحت آن ۱۵۱٫۲۴ کیلومتر مربع است.